# Poßdorf
Poßdorf ist ein Ortsteil der Großen Kreisstadt Delitzsch im Landkreis Nordsachsen des Freistaates Sachsen. Er wurde am 1. Juli 1950 nach Spröda eingemeindet, mit dem er seit dem 1. Januar 1997 zu Delitzsch gehört. 

## Geographische Lage
Poßdorf liegt nordöstlich von Delitzsch am Leinebach. Im Norden befindet sich der Seelhausener See und die Landesgrenze zu Sachsen-Anhalt.

## Geschichte
Poßdorf gehörte bis 1815 zum kursächsischen Amt Delitzsch. Durch die Beschlüsse des Wiener Kongresses kam der Ort zu Preußen und wurde 1816 dem Kreis Delitzsch im Regierungsbezirk Merseburg der Provinz Sachsen zugeteilt, zu dem er bis 1952 gehörte.
Am 20. Juli 1950 erfolgte die Eingemeindung nach Spröda. Im Zuge der Kreisreform in der DDR 1952 wurde der Ort mit Spröda dem neu zugeschnittenen Kreis Delitzsch im Bezirk Leipzig zugeteilt, welcher 1994 im Landkreis Delitzsch aufging. Seit dem 1. Januar 1997 sind Spröda und Poßdorf Ortsteile von Delitzsch.

## Verkehr
Die B 183a verläuft südlich des Orts. 